# Попов, Душко
Ду́шан По́пов (сербохорв. Душан Попов / Dušan Popov), также известный как Ду́шко По́пов (сербохорв. Душко Попов / Duško Popov; 10 июля 1912 — 10 августа 1981) — тройной агент времён Второй мировой войны. Кавалер ордена Британской империи. Был завербован в 1940 году абвером, однако вслед за этим из идейных соображений раскрыл факт вербовки перед британской контрразведкой МИ5 и стал её агентом. Также негласно сотрудничал с правительством Королевства Югославия в изгнании. В документах югославов он проходил под именем «Душко», в документах абвера — «Иван», в документах британцев — «Трицикл». Действуя по указаниям британских спецслужб, Попов занимался дезинформированием абвера: в частности, в рамках операции «Фортитьюд» он сообщил немцам заведомо ложную информацию о намерениях союзников осуществить летом 1944 года высадку в Кале, а не в Нормандии, из-за чего большая часть немецких сил была переброшена из Нормандии в Кале.
Попов был известен не только как азартный игрок, но и как плейбой: среди многих женщин, с которыми он встречался, была французская актриса Симона Симон. По одной версии, британцы прозвали его «трициклом» за то, что он руководил группой из трёх двойных агентов, по другой версии — из-за его любовных похождений и склонности к групповому сексу. В 1974 году Попов опубликовал книгу «Шпион / Контршпион» (англ. Spy / Counter-Spy), в которой рассказал о своей разведывательной деятельности. Считается, что некоторые черты биографии и характера Попова Ян Флеминг заимствовал для героя своих романов — Джеймса Бонда.

## Ранние годы
Душан Попов родился 10 июля 1912 года в местечке Тител в сербской семье. Родители — Милорад и Зора Поповы. У него были старший брат Иван (Иво), личный врач короля Петра II, который стал позже разведчиком (псевдоним — «Дредноут», работал на британскую разведку), и младший брат Владан. Семья была богатой и унаследовала всё своё состояние от деда Душана по отцовской линии — Омера, богатого банкира и промышленника, который открыл множество заводов, шахт и предприятий розничной торговли. Род Поповых происходил из деревни Карлово (ныне Ново-Милошево): по документам, датируемым 1773 годом, эта семья считалась самой богатой в деревне. Милорад Попов расширил семейное дело, начав заниматься сделками в сфере недвижимости. Когда Душан был ещё ребёнком, семья переехала из Титела в Дубровник, в свой летний дом, где они проводили большую часть года. У них также был дом в Белграде, куда семья приезжала зимой. В Белграде семья окончательно поселилась после окончания Первой мировой войны.
Детство Душко выпало на эпоху серьёзных политических перемен на Балканском полуострове: в ноябре 1918 года Австро-Венгрия раскололась на множество новых государств, а её балканские земли вошли в состав новой страны — Королевства сербов, хорватов и словенцев, носившего название Югославии с 1929 года. В новом государстве были нередкими этнические конфликты между сербами, хорватами, венграми и этническими немцами. Тем не менее семья Поповых дистанцировалась от политических скандалов и склок, ведя роскошный образ жизни: они владели множеством вилл и яхт, а вместе с ними в разные путешествия отправлялись и их слуги. Душко и его братья провели свои ранние годы в Дубровнике на Адриатическом побережье, став отличными спортсменами и мастерами по выживанию в трудных условиях.
Отец Душко потакал своим детям, построив для них виллу у моря, на которую они приглашали своих друзей и устраивали роскошные вечеринки, но также настаивал на том, чтобы они получили образование высшего качества. Уже в подростковом возрасте Душко говорил свободно не только на сербохорватском, но и на итальянском, немецком и французском языках. С 12 до 16 лет он учился в лицее в Париже (по некоторым данным, там в то же время учился Коча Попович), а в 1929 году был отправлен в подготовительную школу Юэл-Касл в английском Суррее, откуда был исключён через четыре месяца за споры с учителем. Сначала Душко был выпорот учителем за то, что курил в школе, а затем и за отказ остаться после уроков; чтобы избежать очередного наказания, Душко на глазах у одноклассников переломил трость, которой его пороли. Отец отправил сына в Лицей имени Гоша во французском Версале, где Душко проучился два последующих года.

## Студенчество
В возрасте 18 лет Попов поступил в Белградский университет на юридический факультет, который успешно окончил. В течение последующих четырёх лет он стал самым узнаваемым в белградских увеселительных заведениях человеком, заработав репутацию ухажёра и плейбоя. В 1934 году Попов был зачислен во Фрайбургский университет, где собирался писать докторскую диссертацию по праву. В то время Попов не обращал внимание на политические перемены, вызванные приходом к власти НСДАП и Адольфа Гитлера. Фрайбург он выбрал как наиболее близкий к стране город, где можно было легко выучить немецкий, но уже тогда в Германии начались преследования евреев и коммунистов, а также массовые сожжения книг. Осенью 1935 года Попов начал учёбу во Фрайбурге, начав в последующие месяцы всё активнее интересоваться политикой и высказывать своё мнение о происходящих событиях.
Одним из его друзей стал Йоханн «Джонни» Йебсен, выходец из немецко-датской семьи судостроительного магната, учившийся на экономическом факультете Фрайбургского университета. Среди их общих интересов оказались стиль жизни, любовь к спортивным машинам и красивым женщинам, на что обоим вполне хватало денег. Во время учёбы в университете Душко повздорил со студентом Карлом Лаубом, заступившись за девушку, и получил вызов на дуэль. Лауб намеревался провести дуэль по правилам мензурного фехтования, доверив югославу выбор оружия, однако Душко явился на дуэль с пистолетом, заявив, что в Югославии проводят дуэли только с огнестрельным оружием, и в итоге дуэль не состоялась. При этом Душко был неплохим стрелком, выиграв два года тому назад соревнования в Дубровнике по стрельбе; во время споров с Лаубом Йебсен для убедительности заявил, что Душко как «офицер кавалерийского полка запаса», якобы служивший в Боснии, мог сражаться на дуэли только с использованием пистолетов.
В 1936—1937 годах Попов участвовал в дебатах в «Клубе иностранцев» (нем. Ausländer Club), заседания которых проводились каждую пятницу, и уже тогда стал выражать свою неприязнь к нацистам — среди участников дебатов были предварительно подобранные членами НСДАП лица, которые яростно отстаивали нацистскую идеологию. Через Йебсена, президента клуба, Попов заранее передавал темы обсуждений британским и американским студентам, чтобы те подготовились отстаивать свою точку зрения. Дважды Попов выступил в клубе с речью в защиту демократии, а также написал две статьи в белградскую газету «Политика», обличая в них нацизм. По словам Ларри Лофтуса, Душко был ярым противником нацизма и не собирался быть лояльным Германии или фюреру. Летом 1937 года он защитил докторскую диссертацию по теме «Видовдан и Сентябрьская конституция Югославии», решив отметить свой успех и съездить в Париж, но перед самым отъездом его арестовали гестаповцы, давно за ним ведшие негласное наблюдение. Попову предъявили абсурдное обвинение в коммунистической пропаганде, происходившей якобы из его встреч с работавшей на заводе девушкой. Попова бросили во Фрайбургскую тюрьму без допросов и объяснений: ему угрожали тюремное заключение и смерть в концлагере.
Гестаповцы провели допросы всех, кто когда-либо был знаком с Душко, и заставили их оговорить югослава: один из преподавателей, прежде всяческий восхвалявший работу Душко, на допросе неожиданно заявил, что тот был посредственным студентом-анархистом. Йебсен, узнавший об аресте, сообщил отцу Душко о том, что случилось; потрясённый отец немедленно связался с премьер-министром Югославии Миланом Стоядиновичем, а последний обратился к Герману Герингу. Уже через 8 дней Попов был освобождён и в течение двадцати четырёх  часов обязался покинуть территорию Германии. Он сел на поезд в Швейцарию, прибыл в Базель и встретился с Йебсеном, поблагодарив его за помощь и пообещав ему, в свою очередь, любую ответную услугу.

## Сотрудничество с абвером

### Установление контакта
С осени 1937 года Попов занялся юридической практикой, открыв собственную адвокатскую контору и начав сотрудничество с доктором Якшичем, решавшим разные финансовые дела. Душко обслуживал разных клиентов (в том числе и представителей банка Savska Banka), зарабатывая в год сумму, эквивалентную 3 тысячам британских фунтов стерлингов. Ведя переговоры о поставке станков в Югославию из Германии, Попов неоднократно встречал подсекретаря немецкого посольства фон Штейна, который не раз льстил Попову, упоминая о его знакомстве с Бозо Банацем, одним из самых богатых людей Югославии, и отмечая, что Попов может добыть абсолютно любую информацию в британских кругах. В январе 1940 года фон Штейн недвусмысленно намекнул Попову на то, что в услугах Попова была заинтересована Германия, однако тот в ответ лишь туманно заявил, что вряд ли сможет добиться успехов благодаря своим связям. Отказ Попова был обоснован не только тем, что в Европе шла война, но и тем, что он не забыл своего выдворения из Германии, хотя фон Штейн уговаривал его «забыть прошлое».
4 февраля 1940 года Попов получил срочное сообщение от Йебсена с просьбой встретиться в гостинице «Сербский король» (сербохорв. Српски краљ / Srpski kralj) в Белграде, в кофейне «Сербская корона» (серб. Srpska kruna / Српска круна), где ныне находится Белградская городская библиотека; по другим данным, это произошло в гостинице «Royal» на улице короля Петра. В ходе встречи Попов был потрясён состоянием Йебсена: тот перенёс нервный срыв, начал много курить и пить, а в разговоре всячески проклинал режим Гитлера. Йебсен рассказал Попову, что после окончания учёбы во Фрайбурге он продолжил дело своей семьи, став директором компании Norddeutsche Lloyd. Ему потребовалось продать несколько немецких судов, которые застряли в нейтральных портах, и обеспечить их выход под флагами нейтральных государств. Однако для завершения сделки требовалась югославская лицензия, необходимая для обхода военно-морской блокады Триеста, введённой странами Запада. Единственными потенциальными покупателями могли быть только Франция и Великобритания, которые уже состояли в войне с Германией, однако Йебсену пригрозили смертью из СД, если он попытается продать корабли французам или британцам. Попов согласился помочь Йебсену, и тот отправился в Берлин для сбора требуемой документации.

### Начало сотрудничества
Получив список кораблей от Йебсена, Душко отправился в британское посольство и встретился с его первым секретарём мистером Хау (англ. Mr. How). Югослав объяснил суть ситуации Хау и сообщил о недвусмысленных намёках от фон Штейна на сотрудничество с абвером. Хау предложил Душко имитировать свою готовность помогать немцам, а документы по кораблям посоветовал некоему Старроку (англ. H. N. Sturrock), который пообещал Попову решить возникшую задачу. Спустя две недели после встречи в гостинице Йебсен признался Попову, что вынужден был стать сотрудником немецкой военной разведки — абвера (псевдоним «Художник»), только чтобы не быть призванным в вермахт и не служить на передовой, поскольку его мучило варикозное расширение вен. Попова потряс сам факт того, что Йебсен, убеждённый противник нацизма, стал работать на абвер. По мнению Ларри Лофтиса, выбор Йебсеном службы в абвере был обоснован несколькими факторами: во-первых, это позволяло Йебсену свободно путешествовать по Европе и собирать информацию ото всех своих партнёров по бизнесу, а также быть в курсе событий в мире; во-вторых, в отличие от СД, в абвере не было людей, имевших какого-либо отношения к нацистам, что вполне подходило для Джонни.
Сознавшись в работе на абвер, Джонни снова обратился к Душко за помощью: абвер доверил Йебсену задачу выяснить, кто из французских политиков будет сотрудничать с немецкими оккупационными властями после неизбежного разгрома французских войск. Попов после сомнений согласился помочь, однако задумался над тем, чтобы предоставить копию отчёта и британцам, поскольку не желал невольно помогать нацистам: идею о том, чтобы предупредить британцев о заинтересованности Германии в подобном списке, подбросил брат Душко, Иво, который уже установил связь с британской разведкой. Подсекретарь немецкого посольства фон Штейн также намекал Попову на то, чтобы он пошёл на сотрудничество с немцами. По версии Найджела Уэста, окончательно убедить Душко помочь Джонни сумел сотрудник посольства Клемент Хоуп, который работал в Секретной разведывательной службе.
В течение следующих недель Попов собирал всю необходимую информацию: он выяснил, что наиболее покладистым из политиков, готовых занять пост премьер-министра, мог быть Пьер Лаваль. Душко предоставил отчёт Йебсену, а спустя несколько дней получил неожиданное приглашение на приём в британское посольство. Встретив там первого секретаря посольства, некоего мистера Дью (англ. Mr. Dew), Попов переговорил с ним с глазу на глаз и передал ему копию отчёта, сделанную на всякий случай: все эти действия разворачивались ещё до того, как Германия вторглась на территорию Франции. Дью, основательно допросив югослава, посоветовал Попову оставаться на связи с Йебсеном. Вскоре Попову поступил заказ на поставку в Германию партии пентаэритрита, а сотрудники немецкого посольства стали внезапно куда более вежливыми в отношении югослава. Йебсен, чьё задание было успешно выполнено, в один из дней предложил Попову встретиться с неким интересным человеком. Согласно Ларри Лофтису, эта встреча состоялась в ноябре 1940 года в одном из белградских ресторанов, а собеседником Попова оказался полковник Эрнст Мюнцигер (нем. Ernst Müntziger), начальник группы I H «Ост» абвера (отдел по сбору разведанных о сухопутных войсках в Восточной Европе), представившийся Попову как «майор Олльшлагер» (нем. Ollschlager) — он курировал деятельность Джонни Йебсена.

### Вербовка немцами
В ходе беседы Мюнцигера и Попова, на которой присутствовал и Йебсен, полковник предложил югославу работать на абвер. Уверяя того, что победа Германии над британцами неизбежна, Мюнцигер при этом отметил, что услуги Попова как бизнесмена, которому открыты любые двери и у которого много связей с высшим обществом, были бы куда более полезными, чем услуги уже действовавших в Британии шпионов. Он заявил, что шпионаж является опасным делом, но пообещал хорошие гонорары за выполняемые услуги. Тему событий во Фрайбурге Мюнцигер обходил стороной, уверяя, что это было превышение полномочий со стороны гестапо и что об этом стоит забыть, поскольку в будущем связи Попова были бы куда более полезными. Когда речь зашла о том, какие сведения должен поставлять абверу Попов, немец заявил, что ему нужно просто согласие югослава в принципе, а детали предоставит Джонни. Попов уговорил Мюнцигера дать ему время на размышление, а Йебсен после беседы сказал, что Мюнцигер является его куратором. Обдумав как следует, Попов принял решение сотрудничать с абвером, но делать всё, чтобы полученные им сведения пошли на пользу западным союзникам и чтобы Германия проиграла войну.
На следующий день Попов обратился за помощью к «мистеру Дью» из британского посольства, рассказав ему о встрече в ресторане. Тот, в свою очередь, пообещал организовать Попову встречу с неким Фикисом (англ. Fickis). Под фамилией Фикис скрывался начальник югославской резидентуры МИ6 Сент-Джордж Летбридж (англ. St. George Lethbridge), который вскоре вызвал Попова в управление паспортного контроля: там югослав рассказал о своей сложной ситуации, связанной с предложением абвера о сотрудничестве, и Летбридж посоветовал Попову согласиться на условия немцев. Тот сообщил Мюнцигеру о своей готовности сотрудничать, но поставил два условия: во-первых, он потребовал хорошее вознаграждение за свои услуги; во-вторых, он наотрез отказался от участия в миссиях, в которых будет хоть какой-либо намёк на вооружённую агрессию Германии против Югославии. Мюнцигер принял оба условия, после чего передал Попову чернильницу с невидимыми чернилами, которые необходимо было использовать для написания отчётов и их последующей передачи. Он также передал ему опросник с 21 вопросом касаемо обороноспособности Великобритании, что и стало первым заданием Попова. Во всех документах абвера в дальнейшем Попов фигурировал под псевдонимом «Иван».

### Дезинформация о британских вооружённых силах
Немцам необходимо было получить важные сведения об обороне Великобритании, среди которых были продукция военных заводов в Уэйбридже, Вулверхэмптоне и Дартфорде; состоящее на вооружении Британской армии стрелковое оружие; количество истребителей типа «Спитфайр» и «Харрикейн» на вооружении британских ВВС; структура танковой дивизии Британской армии и т. д. Попова также обязали завербовать группу лиц и создать шпионскую сеть абвера в Великобритании: вся эта операция получила кодовое наименование «Мида». Спустя пару дней после получения задания Попов снова связался с Летбриджем, который посоветовал Попову самостоятельно разработать план выполнения поставленной Мюнцигером задачи, но взял с него слово ни в коем случае не сообщать Йебсену о встречах с британцами. Душко составил план и обсудил его с Летбриджем, после чего передал подсекретарю немецкого посольства фон Штейну следующее сообщение: для получения данных по британской обороне немцы должны связаться в Лондоне с неким Ивановичем, директором компании Yugoslav Lloyd и якобы племянником предпринимателя Бозо Банаца, с которым Попов был знаком. Через того же Летбриджа Попов установил связь с британской Секретной разведывательной службой и сообщил ей своё задание от абвера. Сотрудники службы, получив сведения от Попова, начали готовить большой объём заведомо ложной информации о своих вооружённых силах, которую Попов и должен был передать абверу, чтобы оттянуть грядущее нападение немцев.
Британцам понадобилось достаточно много времени, чтобы подготовить дезинформацию: в Лондон были отправлены три больших опросника, которые британцы заполняли долго, вписывая заведомо ложные, но вполне правдоподобные данные, а Попову приходилось выдумывать всяческие оправдания тому, почему работа продвигается крайне медленно. Помимо этого, британцы помогли Попову создать фальшивую шпионскую сеть абвера, чтобы убедить немцев в полной его лояльности абверу. Поскольку Душко был шпионом, на него не распространялись права военнопленного в соответствии с положениями Гаагской конвенции о законах и обычаях ведения войны: в случае разоблачения немцы могли его устранить без особых проблем. Йебсен вскоре догадался, что Попов тайно сотрудничал с британцами, и сообщил ему, что личный водитель отца Попова по имени Божидар был специально нанят Мюнцигером для слежки за Поповым. Джонни объяснил, что ему позвонил Мюнцигер и попросил забрать у Божидара ряд документов — девять страниц с телефонными номерами, по которым звонил Попов в течение двух недель. От Божидара пришлось избавиться, чтобы не допустить раскрытия деятельности Душко: по официальным данным, водителя застрелила железнодорожная охрана при попытке совершения кражи.
Согласно Ларри Лофтусу, спустя некоторое время после своей вербовки абвером Попов получил на встрече с Летбриджем в Белградском парке указания следующего характера: ведя себя как немецкий шпион, который опасается возможной британской слежки, и помня при этом, что за ним самим следят немцы, Попов должен был так или иначе попытаться разузнать, запоминая имена и адреса некоторых сотрудников абвера, все сведения, которые касались бы операции «Морской лев». Наставляя Попова, Летбридж упомянул две британские спецслужбы — MИ5, отвечавшую за контрразведку и работу с двойными агентами, и MИ6, отвечавшую за внешнюю разведку. Каждая из этих служб могла гипотетически использовать Попова для выполнения тех или иных задач.
В услугах Попова был заинтересован начальник отдела MИ5 подполковник Томас Робертсон: Душко говорил на пяти языках, отличался прекрасными манерами и эрудицией, а также мог спокойно пересекать любые границы, что давало ему ряд преимуществ, которых не было у других завербованных MИ5 лиц (среди таковых было достаточно много лиц с сомнительным прошлым). На тот момент из работавших на МИ5 шпионов двойным агентом являлся только корабельный инженер Артур Оуэнс («Снег»), продававший электробатареи кригсмарине в предвоенные годы и подозревавшийся в том, что является «подставным» двойным агентом. В то же время услугами Попова интересовалась и разведслужба МИ6, руководитель которой, Стюарт Мензис, желал использовать Попова для получения подробных сведений о начальнике абвера, адмирале Вильгельме Канарисе: тот, по имевшимся предположительным данным, был одним из противников пребывания Гитлера у власти. Впрочем, факты небританского происхождения Попова, его обучения в Германии и его состоявшейся вербовки абвером не гарантировали британцам того, что Попов также не был подставным лицом, игравшим роль «двойного агента» по указанию абвера.

## Перелёт из Лиссабона в Бристоль
Согласно Ларри Лофтису, 17 ноября 1940 года Душко Попов поездом прибыл в Рим, где с большим трудом заполучил билет на ближайший рейс в Лиссабон. Позже за Душко в Лиссабон последовал и Джонни Йебсен. Кристер Йоргенсен, утверждавший, что Попов начал работать на абвер с лета 1940 года, отмечал, что в том же году Душко встретился в Лиссабоне с начальником резидентуры абвера в Португалии, майором Людвигом Кремером фон Ауэнроде (нем. Ludwig Kremer von Auenrode), который на встречах представлялся Попову именем Людовико фон Карстхофф (нем. Ludovico von Karsthoff). Фон Ауэнроде занимал пост адъютанта в посольстве Германии в Португалии и работал под псевдонимом Альберт фон Карстхоф (нем. Albert von Karsthof). Также просил обращаться к нему по имени Людовико, а подписывался именем Анцувето (нем. Anzuweto). Он представил Попова сотруднику посольства, офицеру III отдела (контрразведки) абвера лейтенанту Фрицу Крамеру. Несмотря на подозрения со стороны Крамера в возможной вербовке другой страной, Попов успешно прошёл проверку с его стороны и обучение шпионским навыкам: освоил работу с камерами Leica, шифрование и отправку донесений.
Согласно Йоргенсену, в декабре 1940 года Попов вылетел из Португалии в Великобританию рейсом нидерландской авиакомпании KLM, не прекращавшей перелёты во время войны: фон Ауэнроде дал ему задание завербовать несколько человек, которые могли бы в дальнейшем работать на португальскую резидентуру абвера. Встретить югослава в Лондоне должен был некий агент чешского происхождения Джордж Граф. Фон Ауэнроде дал Попову указания: найти в Великобритании лиц, которые выступали против проводимой Уинстоном Черчиллем политики сопротивления немцам и выступали за заключение мира между Германией и Великобританией, и попытаться убедить склонить их к сотрудничеству с абвером; выявить, какие элементы Лондонского блица произвели самое мощное впечатление на британцев, и найти «болевые точки», которые можно использовать, ведя пропаганду против Черчилля; наконец, попытаться войти в доверие к адмиралу Джону Тови (для чего необходимо последнее действие, Ауэнроде умалчивал).
По версии Кристофера Эндрю, Попов сам инициировал перелёт в Великобританию, заявив фон Ауэнроде, что собирается получить важные сведения об обороноспособности британцев от некоего дипломатического сотрудника югославского посольства. Состоявшийся в конце декабря рейс совершил посадку в аэропорту Уитчерч под Бристолем: именно там Душко Попов впервые вступил на британскую землю. 20 декабря из Лиссабона в Берлин Вильгельму Канарису поступило сообщение о том, что завербованный немцами «Иван» уже находится на территории Великобритании. Прибывшего Попова в Лондоне встретил отнюдь не Джордж Граф, а сотрудник MИ5 Джок Хорсфолл (англ. Jock Horsfall) из управления A, который доставил его в гостиницу «Савоя» (англ. Savoy Hotel). Там Попов встретился с полковником Робертсоном, начальником управления B1 Службы безопасности МИ6.

## Начало деятельности двойного агента

### Допрос в Лондоне
Британцы не были до конца уверены в том, что Попов не является приманкой, которую направил абвер, и решили ещё раз проверить своего собеседника. Четыре сотрудника MИ5 на протяжении четырёх дней тщательно допрашивали Попова, пытаясь подловить его хоть на какой-либо лжи. Весь допрос вёлся на французском языке, которым Попов владел лучше, чем английским. Попов полностью рассказал всю свою историю о том, как его завербовал абвер и какие задания ему были даны: он уверял британцев, что не собирался выполнять поручения абвера, которые могли бы нанести ущерб безопасности Югославии, а за предложенные ему задания брался только в том случае, если немцы ему обещали хорошие деньги. Спустя четыре дня допросов британцы убедились, что Попов «чист». Ключевым стал тот факт, что фон Ауэнроде сообщил Попову имена и адреса всех сотрудников абвера в Лондоне: на допросе югослав назвал имя и адрес Джорджа Графа, который, как оказалось, уже был перевербован британцами и стал двойным агентом под псевдонимом «Жираф». Именно после этого Робертсон убедился в искренности намерений Попова работать против нацистской Германии.
На допросе Попов также сказал, что ему хотелось бы вернуться в Лиссабон в январе. Британцы решили позволить ему вернуться в Португалию, однако отметили необходимость вести за ним особенно тщательную слежку, поскольку всё ещё существовал риск того, что Попов мог быть наживкой со стороны немцев, которые якобы хотели его выдать за «двойного агента», вследствие чего его доступ к сведениям о структуре британской разведки был серьёзно ограничен. Рождество Попов провёл в разных увеселительных заведениях Лондона: ресторане «Куаггерс» (англ. Quaggers), Лэнсдаун-Клубе (англ. Lansdowne Club) и клубе Мариотта (англ. Mariott's Club), ужиная и играя там в бильярд. В канун Нового года он встретился с руководителем МИ6 Стюартом Мензисом в Суррее в его имении в Литтл-Бридли (англ. Little-Bridley), где югослав не только приятно удивлял британцев своей внешностью, шармом и манерами, но и даже флиртовал с Фридль Гертнер (нем. Friedl Gärtner), сестрой жены Иана Грэма Мензиса, младшего сына Стюарта Мензиса.

### Подготовка к возвращению в Португалию
Робертсон, представлявший МИ5, проинструктировал Попова о том, как ведётся разведывательная деятельность Великобритании и где именно пересекаются интересы и обязанности МИ5 и МИ6. Куратором Попова из МИ5 на Пиренеях был назначен Билл Люк (англ. Bill Luke), который руководил созданной в качестве прикрытия компанией Tarlair Ltd., занимавшейся торговлей с нейтральными Испанией и Португалией. Это обеспечило Попову возможность регулярно бывать в богатом пригороде Лиссабона Кашкайше; сам Люк представлялся Попову под фамилией Мэттьюс. Мензис, представлявший МИ6, на рождественской встрече рассказал Попову о том, какую именно деятельность он будет осуществлять в рамках борьбы против шпионов противника, а также поведал о структуре абвера и попросил Попова обратить внимание на личность Вильгельма Канариса — Великобритании было известно, что Канарис отнюдь не симпатизировал нацистам. Мензис также напомнил Попову о необходимости быть крайне внимательным, чтобы не позволить абверу раскрыть свой статус двойного агента.
Попов вернулся в Лиссабон в январе 1941 года, получив последние указания от британцев 2 января. Своему немецкому руководству он передал заведомо ложное сообщение об успешном создании шпионской сети абвера в Лондоне. Капитан военно-морской разведки Ивен Монтегю помог ему составить отчёт об этой сети и создать легенду о том, каким образом Попов познакомился с Монтегю (за основу было взято одно из увлечений Попова — парусный спорт и хождение на яхтах). Помимо этого, Монтегю включил в отчёт сведения о том, что британские Атлантические конвои охраняются подлодками и что на большинстве грузовых судов можно было разместить торпедоносец: от Попова требовалось передать немцам именно эти сведения, ничего не добавляя и не убавляя. Таким образом, Попов сумел доказать свою лояльность немцам, при этом не причинив никакого ущерба британской безопасности.
От вознаграждения со стороны британцев за свою работу Душко отказался отчасти в связи с тем, что ему достаточно много денег платил абвер за выполняемые задания, а отчасти из-за желания работать на британцев исключительно за идею борьбы против нацистов. Благодаря усилиям Попова британцы заполучили доступ к некоторым немецким стратегическим планам. При этом Попов никогда не упускал возможности подорвать дух немцев, предрекая поражение Германии из-за низкого морального духа немцев и экономического кризиса: в 1941 году на одной из встреч он заявил, что Великобритании хватит двух лет, чтобы сломить Германию.

## Командировка в США

### Брифинг от абвера
В марте 1941 года Йебсен получил от фон Ауэнроде задание, о котором позже поведал Попову: немцы приказали Йебсену обеспечить прибытие японской делегации на военно-морскую базу ВМС Италии в Таранто, которая была атакована британцами в ноябре минувшего года. Японцы желали узнать, какой ущерб могут причинить бомбардировщики и торпедоносцы при нападении на корабли флота, стоящие на якоре в базе. В то же время на исторической родине Попова развернулись драматические события: Германия вторглась в Югославию, и использование Поповым легенды югославского бизнесмена уже оказывалось бессмысленным. В июне 1941 года немцы приказали Попову отправиться в США для создания шпионской сети: Фон Ауэнроде распорядился отправить Попова в США под легендой представителя Министерства информации Югославии, который должен был создать шпионскую сеть в рамках операции «Боливар». Кураторы Попова надеялись, что югославу в идеале удастся заслать шпиона на базу ВМС США на острове Оаху (Гавайи), чтобы потом было возможно передать необходимые сведения японцам, поскольку самому Попову посещать Гавайи запрещалось.
Все инструкции Попову были даны в виде «микроточки» на бланке телеграммы. Немцы снабдили его суммой в 80 тысяч долларов США и специальным опросником, где были указаны цели разведки — позже это было опубликовано как приложение к книге «Система двойного креста» (англ. The Double Cross System) авторства Джона Сесила Мастермэна. Из трёх машинописных листов опросника одна страница была посвящена вопросам обороны США в Перл-Харборе на острове Оаху. Ему также предоставили шпионские принадлежности для микрофотографии и создания невидимых чернил; для кодировки сообщений использовалась книга Вирджинии Вулф «Ночь и день». Попову предстояло установить радиосвязь между Лиссабоном и Рио-де-Жанейро (в Рио находились некие агенты абвера). Обсудив с Йебсеном поездку в США и узнав от него сведения о визите японцев в Таранто, Душко сумел составить общую картину. Он понял, что японцы прибыли в Таранто не случайно: изучая досконально все последствия налёта британцев на базу Таранто, они рассчитывали нанести такой же ущерб американцам, атаковав базу в гавани Перл-Харбор на острове Оаху, но именно абвер должен был провести абсолютно всю разведывательную работу за японцев. Несмотря на то, что Попов считал нападение японцев на американскую базу верхом безрассудства, Джонни убедил его в том, что Япония действительно готовится к полномасштабной войне против США. Однако Попову не было известно, когда именно японцы собирались атаковать.

### Акт Манна
12 августа 1941 года Попов прибыл рейсом компании Pan Am из Лиссабона в Нью-Йорк, где связался с ФБР и договорился о встрече с её руководителем Эдгаром Гувером. Однако сроки встречи постоянно сдвигались, и Попов, которому надоело ждать, в сентябре отправился отдыхать во Флориду со своей подругой, англичанкой Терри Ричардсон, которая собиралась развестись со своим мужем. Во время отдыха Попов обнаружил на пляже странного мужчину, одетого в деловой костюм: тот позвал Попова поговорить и проследовал в бар, где находился ещё один человек. Оба незнакомца представились как агенты ФБР и сообщили, что Попов незаконно зарегистрировал номер в гостинице на себя и Ричардсон, которую выдавал за свою супругу. Попова обвинили в нарушении акта Манна, инкриминировав ему попытку использовать Ричардсон «в неких аморальных целях» (то есть вовлечь в проституцию), что считалось тяжким преступлением (ФБР даже подозревало Ричардсон в шпионаже, но не смогло это доказать). От Попова потребовали немедленно покинуть гостиницу, расстаться с Ричардсон и отправить её ближайшим самолётом в Нью-Йорк, угрожая в случае отказа уголовным преследованием: за совершённые Поповым действия грозил минимум один год тюрьмы. По словам югослава, Ричардсон была доведена до слёз объяснениями Попова, отказалась попросту их слушать и прервала с ним всякую связь. Сам он позже сожалел, что не сумел ей соврать как следует, чтобы избежать настолько эмоционального расставания.
Спустя двое суток после скандальной встречи Попов вернулся в Нью-Йорк, где встретился с Гувером. В ходе беседы тот припомнил Попову нарушение акта Манна и развязное поведение, которое югослав демонстрировал во время своего пребывания в Штатах, и Попов позже в своих мемуарах писал, что у Гувера были все резонные основания так считать. Денежные расходы югослава казались ФБР подозрительными: он приобрёл автомобиль Buick с сидениями из красной кожи, снял дорогие апартаменты и потратил 12 тысяч долларов на обстановку в номере и китайского дворецкого. За время своего пребывания в США он завёл роман с французской актрисой Симоной Симон: ФБР узнало об этом, вскрыв личную переписку Душко и Симоны. В то же время сам Душко ничего не добился в плане выполнения поставленного абвером задания, потратив большую часть средств на свидания с женщинами, ужины в ресторане и увеселительные заведения, но так и не выйдя на связь с кем-либо из сотрудников абвера в Штатах. В своих мемуарах Душко прямо утверждал, что ФБР установило прослушку в его апартаментах.

### Ссора с Гувером

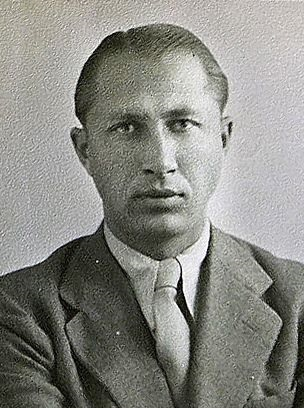
Фотография из паспорта Попова, 1941 год

В ответ на выдвинутые Гувером упрёки Попов стал всячески заверять его, что прибыл в Штаты не с целью нарушать закон или подрывать репутацию ФБР, а с целью помочь американцам. Он заявил, что имеет сведения о подготовке японцев к нападению на США, объяснив, что японцы пытаются с помощью абвера заполучить ценные данные по американским военно-морским базам (этим и объяснялся их крайне подозрительный интерес к базе Таранто). Душко уверял, что готов оказать всю посильную помощь ФБР. Однако Гувер проигнорировал все предупреждения Попова, заявив, что ему не нужны никакие советы от посторонних лиц в вопросах борьбы против вражеской агентуры. Он также упомянул о том, что за всё время пребывания Попова в Штатах с ним никто не связался из абвера, хотя причины отсутствия связи Душко сам не мог понять. Все последующие уговоры и доводы своего собеседника Гувер проигнорировал и попросту выгнал его. Согласно Н. Полмару и Т. Б. Аллену, британцы перед прибытием Попова в Штаты заблаговременно предупредили ФБР о том, что направляющийся в Штаты югослав является «двойным агентом», работающим на союзников, однако Гувер не поверил этим донесениям, заподозрив, что Попов в действительности работал именно на немцев.
Попов также сообщил сотрудникам ФБР о том, каким образом изготавливаются немецкие «микроточки», и передал им опросник, который ему вручили немцы перед отправкой в командировку. Хотя часть вопросов была связана с военно-морской базой в Перл-Харборе, ФБР не проявили никакого интереса к опроснику. В декабре 1941 года нападение японцев на Перл-Харбор вынудило американцев официально вступить во Вторую мировую войну на стороне Антигитлеровской коалиции. Многие из сотрудников ЦРУ позже выражали своё недоумение по поводу того, почему Гувер ничего не передал военной разведке, и сожалели, что сами не проявили инициативу и не передали ничего из сообщённого Поповым Франклину Рузвельту. По мнению ряда историков, что Гувер мог попросту намеренно не доложить военной разведке об этой встрече, словно дожидаясь нападения японцев как повода к началу боевых действий. В разговоре с полковником британской разведки Диком Эллисом Попов, вспоминая свою неудачу, в сердцах сказал британцам, что Гувер больше подошёл бы на роль союзника немцев, а не британцев.
Транжирству Попова возмущались многие из сотрудников МИ6, однако Монтегю обосновывал всё это тем, что Душко находился в серьёзной депрессии: югослав не только не простил Гуверу игнорирование предупреждений о нападении японцев, но и боялся за свою семью, оставшуюся в Югославии. Попов также опасался, что немцы могут раскрыть его статус двойного агента: в марте 1942 года его опасения отчасти подтвердились, поскольку в одной из перехваченных британцами радиограмм немцы высказали подобные подозрения, однако британцы об этой телеграмме решили не сообщать Попову. Сын Попова Марко утверждал, что американцы настойчиво требовали от Попова заняться поисками немецкой агентуры в Штатах, а его донесения о Перл-Харборе просто игнорировали, поскольку «ничего не смыслили в контрразведке». Радиопередатчик для связи между Лиссабоном и Рио, спрятанный где-то на севере Род-Айленда и необходимый для операции с участием Попова, был конфискован ФБР, и Попов так и не узнал, что именно должно было передаваться с участием этого прибора. Согласно Н. Полмару и Т. Б. Аллену, сотрудники ФБР в действительности выходили в эфир от имени Попова на его подпольном передатчике, но не разрешали югославу работать с ним.

### Возвращение после неудачи
Попов убедил абвер в том, что из-за нехватки средств ему не удалось выполнить своё задание. В связи с провалом операции немцы выделили 25 тысяч долларов Попову на возвращение, однако он смог покинуть США только 12 октября 1942 года, оставив множество неоплаченных счетов. Дик Эллис попросил югослава не спешить с возвращением из Штатов, чтобы тот своими действиями не вызывал подозрения со стороны немцев. По самым скромным подсчётам, в США Попов истратил 86 тысяч долларов США только за 9 месяцев пребывания в этой стране (в том числе 26 тысяч на развлечения). Солиситор и коллега Попова Иан Дэвид Уилсон (англ. Ian David Wilson), изучив деятельность Попова и реакцию ФБР на его сообщения, порекомендовал британцам не пытаться в дальнейшем вести хоть какие-то переговоры с ФБР как с крайне некомпетентной организацией, однако Робертсон посчитал такую рекомендацию абсолютно нецелесообразной. В конце того же года Попов ненадолго отправился в Лондон. В дальнейшем он продолжал вербовать агентов для нужд британцев, один из которых стал военно-морским атташе короля Югославии в изгнании Петра II, а также докладывать британской разведке о ситуации в Германии.
Немецкий историк спецслужб Гюнтер Александр Пайс выражал сомнения в подлинности версии Душко Попова о том, что Гувер проигнорировал его предупреждения о риске нападения японцев на Перл-Харбор, и полагал, что американцы были прекрасно осведомлены об этой возможной угрозе. По словам Пайса, свои военные планы японцы скрывали даже от немцев, окончательно утвердив план нападения на Перл-Харбор только в июле 1941 года, однако Пайс при этом приводил цитату начальника военно-морских операций контр-адмирала ВМС США Гарольда Старка от 24 января 1941 года, который утверждал, что война США и Японии могла начаться именно по такому сценарию. Наконец, с конца лета 1941 года американская разведка стала перехватывать телеграммы из Токио генеральному консулу Японии в Гонолулу, в которой от консула требовали докладывать обо всех перемещениях кораблей на базе ВМС США, что недвусмысленно намекало на возможность нападения японцев на базу. В то же время в 1944 году в Лиссабоне при загадочных обстоятельствах взлетел на воздух личный автомобиль Попова, и Душко позднее неоднократно намекал на причастность американцев к этому инциденту, которые якобы опасались, что после войны Попов расскажет всем о полной некомпетентности Гувера.

## Разведывательная деятельность в Португалии

### Британские кураторы
Деятельность всех двойных агентов, завербованных Великобританией, координировалась так называемым «Комитетом двадцати» (англ. Twenty Committee / XX Committee) в рамках секретной операции МИ5 под условным названием «Двойной крест». Комитет, называемый также «Двадцатка», организовывал передачу немцам дезинформации, а также оказывал двойным агентам всю материальную поддержку, необходимую для выполнения заданий. В его состав входили руководители разведывательных служб Британской армии, королевских ВВС и королевских ВМС, а также представители МИ5, МИ6 и британских сил местной обороны. Председателем комитета был сотрудник МИ5, профессор Оксфордского университета Джон Сесил Мастермэн.
Попов, фигурировавший в документах британцев изначально под псевдонимом «Скут» (англ. Skoot), позже получил псевдоним «Трицикл» (англ. Tricycle), поскольку формально был главным в группе из трёх двойных агентов. Британцы доверяли ему выполнение заданий, выдаваемых как МИ5, так и МИ6. Одним из его кураторов был Ким Филби, сотрудник 5-го (контрразведывательного) управления МИ6, ответственный за разведку на Пиренейском полуострове. В одной группе с Поповым работали бизнесмен Дики Меткаф («Воздушный шар») и вышеозначенная Фридль Гертнер («Желатин»), которые также направляли немцам дезинформацию; позже к этой группе присоединился и брат Душко, доктор Иво Попов («Дредноут»), который сообщал Секретной разведывательной службе обо всех планируемых операциях абвера.

### Связь с руководством
Коды для связи, позывные и необходимую для встречи информацию Попову предоставлял полковник Ральф Джарвис, начальник резидентуры МИ6 в Лиссабоне, работавший под прикрытием второго секретаря посольства Великобритании в Португалии. Душко разработал собственный рецепт невидимых чернил, который был представлен на выставке в 2002 году после рассекречивания материалов из его личного дела: в основе рецепта были кристаллы, которые заливались водой, а для проявления написанного этими чернилами текста необходимо было тщательно отутюжить бумагу. Встречи Попова с британской и немецкой агентурой проходили в казино «Estoril», которое посещали сотрудники спецслужб почти всех стран, участвовавших в мировой войне.
В казино Попов узнавал о дате ближайшей встречи с немецким начальством следующим образом: секретарша фон Ауэнроде Элизабет Зарбах (нем. Elisabeth Sahrbach), с которой Душко часто появлялся в казино, подходила к столу для игры в рулетку и последовательно делала ставки на номера, указывавшие на день встречи, час и минуту, а ещё одной ставкой указывала, будет ли встреча в Лиссабоне или в Эшториле. Немцы не могли ставить под сомнения разведывательную деятельность Попова и были удовлетворены той информацией, которую он им отправлял (но которую на самом деле «согласовывал» с британцами).

### Агент «Цицерон». Операции «Мясной фарш» и «Фортитьюд»
Считается, что во время Второй мировой войны «Комитет двадцати» разоблачил и арестовал около 200 агентов немецкой разведки, часть из которых были нейтрализованы благодаря усилиям Попова. В своих мемуарах Попов, в частности, утверждал, что в 1943 году его немецкий куратор фон Ауэнроде проговорился ему об агенте, зарабатывавшем куда большую сумму по сравнению с Поповым, но при этом предоставлявшим важнейшие сведения — хронологию событий на Тегеранской конференции. От немца Душко узнал только то, что пресловутый агент был «не югославом», после чего сообщил об этом в MI5. Вскоре была установлена предполагаемая личность агента — им оказался албанец по имени Эльяс Базна, являвшийся сотрудником британского посольства в турецкой столице и в то же время работавший на абвер под псевдонимом «Цицерон» (нем. Cicero). Пресса выражала большие сомнения в том, что Попов участвовал каким-либо образом в раскрытии личности и деятельности «Цицерона», хотя сам Попов оговаривался, что «Цицерону» немцы не доверяли и платили ему за информацию фальшивыми купюрами, а министр иностранных дел Германии Иоахим фон Риббентроп позже взял «Цицерона» под свой личный контроль.
Попов участвовал в серии операций по передаче дезинформации немцам. В частности, в середине 1943 года Попов участвовал в рамках операции «Мясной фарш», в ходе которой немцам планировалось внушить, что англо-американские войска намерены вторгнуться в Грецию, и скрыть факт приготовления союзников морскому десанту на Сицилию. Операция состоялась на территории нейтральной тогда Испании, в которой орудовало очень много шпионов абвера. В ходе операции британцы «выбросили» на испанское побережье тело «утопленника», при котором были документы на имя офицера британских войск и «засекреченные» документы, в которых сообщалось о планах союзников вторгнуться в Грецию. Попов говорил, что в ходе этой операции изначально должен был всего лишь передать немцам сообщение о том, что группа югославских офицеров начала проходить курсы подготовки парашютистов в Шотландии: британцы рассчитывали, что поскольку рельеф Шотландии был схож с рельефом Греции, немцы «клюнут» на эту приманку и стянут часть своих сил как раз в Грецию. Позже Попова обязали проследить за тем, чтобы фальшивые документы «утопленника» попали в руки немецкой разведки: операция прошла успешно, хотя часть сил немцы при этом перебросили на находившуюся недалеко Сардинию, заподозрив что-то неладное.
Главной задачей агентурной деятельности Попова за время войны стало доведение дезинформации немецкой разведке в рамках операции «Фортитьюд» в ходе подготовки к операции «Нептун»: британцы внушили абверу и всем вооружённым силам нацистской Германии, что союзники будут совершать морской десант в Кале, а не в Нормандии; по словам Попова, британцы всерьёз рассматривали припугнуть немцев угрозой высадки под Бордо. В этой операции участвовали, помимо Попова, ещё несколько агентов: Хуан Пужоль («Гарбо»), Наталья Сергеева («Сокровище»), Роман Чернявский («Брут») и Эльвира Шодуар («Бронкс»). В совокупности с работой аналитиков Блетчли-парка и взлома шифра машины «Лоренц» всё это заставило немцев вынудить перевести часть своих сил из Нормандии в другие части Франции и даже в Норвегию. По самым скромным оценкам, благодаря этому вбросу дезинформации немцы вывели из Нормандии не менее 7 пехотных дивизий.

### Иная разведывательная деятельность
Душко выполнял также некоторые задания для Правительства Югославии в изгнании, которое обосновалось в Лондоне после разгрома югославской армии немцами весной 1941 года (в качестве псевдонима югославы использовали его личное имя «Душко»). Полученные им разведданные, по некоторым сведениям, использовались югославским правительством для координирования действий сербских четников. Попов был не единственным югославом, работавшим на британскую разведку во Второй мировой войне, однако в своих воспоминаниях он отказывался называть имена своих соотечественников-разведчиков, ссылаясь на соображения конфиденциальности: он упоминал лишь, что один из таких сотрудников разведки был раскрыт во время войны, а двое (телетайпист и юрист в области морского права) продолжали работать вплоть до дня Победы. Работая на британскую разведку, Попов сумел обеспечить «псевдопобег» 150 югославских чиновников в Великобританию через французскую территорию: во время пути через Францию в группу внедрились немецкие шпионы, а когда они очутились в Гибралтаре, то Попов заставил их сотрудничать с британцами. В рамках ведения психологической войны Попов также переправлял немцам информацию о последствиях авианалётов союзников на немецкие города, тем самым оказывая на немцев давление.

## Гибель Джонни Йебсена
В конце войны Попова ожидала трагическая новость: его давний друг Джонни Йебсен, работавший вместе с ним в Португалии, был похищен и убит гитлеровцами. Развлекаясь в казино и заводя романы с сотрудницами лиссабонской резидентуры абвера, Джонни сколотил своё благосостояние не только путём легальной работы в Tarlair Ltd., но и благодаря контрабанде. Некий сотрудник СД Вальтер Зальцер, который, по словам Попова, занимался «грязной работой» по указанию Эрнста Кальтенбруннера, организовал негласное наблюдение за Йебсеном, считая его деятельность крайне подозрительной. В итоге в 1944 году Джонни был схвачен в Лиссабоне агентами СД, а спустя некоторое время убит. По одной версии, его выкрали из собственного дома и увезли к границе с Испанией, где и убили. По другой версии, ему отправили фальшивую телеграмму о присвоении креста «За военные заслуги» I класса, а когда Йебсен приехал на место встречи, его скрутил сотрудник абвера доктор Шрайбер с криками «Вот твоя награда!»; похищенного Йебсена напичкали седативными и наркотическими препаратами, запихали в чемодан и вывезли в Берлин. Зальцер вёл допрос Йебсена в штабе гестапо на Принц-Альбрехт-штрассе, а после допросов бросил арестанта в концлагерь Ораниенбург. Предположительно, немцы пытались узнать от Йебсена точное место высадки союзников во Франции, однако не преуспели в этом.
Журналистка Петра Фермерен (нем. Petra Vermehren), узница концлагеря Заксенхаузен, рассказывала, что к ним в лагерь перевели исхудавшего от голода Йебсена: он еле мог держаться на ногах, но отчаянно пытался выбраться на свободу. Сидевший в том же лагере Джек Черчилль отправил в Лондон сообщение о Йебсене и попросил всех действовавших двойных агентов (в том числе Попова) помочь спасти узника. Однако сообщение осталось без ответа, а по словам Петры, в феврале 1945 года Йебсена из лагеря забрали сотрудники гестапо, и он бесследно исчез. Йебсена признали погибшим официально 17 февраля 1950 года, так и не установив обстоятельства его смерти. Попов, ошибочно называя в своих мемуарах в качестве даты гибели Йебсена декабрь 1944 года, присоединился к поискам своего друга и его похитителей в мае 1945 года. Он опросил множество людей, знавших Джонни, однако выйти на его след так и не смог; в своих мемуарах он в то же время указывал Вальтера Зальцера в качестве убийцы, на след которого вышел после долгих поисков. Этот человек после войны якобы перебрался в Минден, где проживал под именем Гуго Ульриха (нем. Hugo Ulrich), пытаясь избежать судебного преследования.
В своих мемуарах Душко писал, что выследил Зальцера и пришёл к нему в дом с оружием, потребовав от него рассказать, как погиб Джонни Йебсен. Сотрудник СД стал уверять, что всего лишь исполнял приказ Кальтенбруннера, которому якобы не нравился Йебсен, слишком активно ведший свои дела на чёрном рынке и занимавшийся обменом валюты. Разгневанный югослав избил Зальцера до полусмерти, но не решился застрелить его и в итоге оставил валяться беспомощного немца на полу в его собственном доме. Кристер Йоргенсен писал, что Душко вколол Зальцеру тот же седативный препарат, которым был и поражён Йебсен, а пострадавший немец в итоге остался инвалидом до конца жизни. Сын Душко Попова Марко утверждал, что его отец всё-таки убил Зальцера.
По словам Ларри Лофтиса, имя Вальтера Зальцера не встречается в немецких архивах, а следовательно, Попов представил описываемого убийцу в своих мемуарах под вымышленным именем. По его версии, югослав вёл поиски убийцы Джонни с октября по ноябрь 1945 года на территории Германии, о чём писалось в архивах МИ5: под псевдонимом «Зальцер» мог скрываться либо сотрудник гестапо обергехаймрат Кветтинг (нем. Quetting), либо сотрудник крипо Хофмайстер (нем. Hofmeister), либо штурмбаннфюрер СС Шмитц (нем. Schmitz). В то же время исчерпывающих доказательств в пользу виновности кого-то из них нет, как нет и доказательств того, что Попов действительно сумел выследить убийцу и расправиться с ним. Подлинные обстоятельства того, при каких обстоятельствах погиб Йебсен, кто был виновен в его смерти, что случилось с виновником и был ли причастен к судьбе виновника Попов, остаются загадкой.

## После войны

### Награды и дальнейшая деятельность
Душко Попов в знак признания его заслуг перед Великобританией и вклада в победу антигитлеровской коалиции был награждён медалью Имперской службы, а также орденом Британской империи в степени офицера, получив орден на неформальной церемонии в баре Ritz (от посвящения в рыцари он отказался). В официальном приложении к ордену, составленном МИ5, писалось следующее о заслугах Попова:

Душан Попов — гражданин Югославии, который изначально предложил свои услуги посольству Великобритании в Белграде в 1940 году, когда его страна ещё занимала нейтральную позицию, а перспективы победы британцев в войне не выглядели обнадёживающими […] Работа этого агента бесценна для стороны союзников, а канал связи сыграл важную роль в дезинформировании противника вплоть до вторжения в Нормандию. Во все времена этот агент сотрудничал с британскими властями, полностью осознавая степень опасности, грозившей ему лично и его родственникам в Югославии.
Оригинальный текст (англ.)Dusan POPOV is a Jugo-Slav national and originally offered his services to the British Embassy in Belgrade in 1940 at a time when his own country was neutral and the prospects of British victory did not look favorable... The work of this agent was invaluable to the Allied cause and the channel of communication played an important part in deceiving the enemy prior to the Normandy invasion. At all times this agent has co-operated with the British authorities to the fullest extent at great danger both to himself personally and to his relatives in Jugo-Slavia.

После окончания войны Попов более не привлекался к операциям британских спецслужб. Некоторое время он проживал в Париже, где открыл издательский дом, выпуская брошюры для туристов, посещающих Париж, а также продолжил заниматься ввозом и вывозом товаров с участием той же фирмы Tarlair Ltd., которая была основана в качестве прикрытия в Португалии ещё во время войны. Позже он обосновался на юге Франции, куда приезжала в отпуск и его дальняя родственница Зорица Мишкович, также помогавшая британской разведке во время войны. После становления коммунистической власти в Югославии Душко стал лицом без гражданства, однако 12 июня 1946 года стал подданным Великобритании. В дальнейшем он посещал Дубровник под своим настоящим именем, а также ездил в Воеводину к своим родственникам. В Германии он помог сотрудникам более 1,5 тысяч немецких компаний вернуть имущество, которое у них в своё время отобрали нацисты. 18 апреля 1951 года принял участие в подписании соглашения об учреждении Европейского объединения угля и стали, будучи генеральным секретарём в структуре Европейского экономического сообщества. В дальнейшем Душко также занимался и консультационной деятельностью, сотрудничая с более чем 120 английскими и немецкими компаниями: его считают одним из авторов первых соглашений послевоенных лет между Peugeot и немецкой сталелитейной промышленностью.
По некоторым данным, в 1963—1965 годах Попов был участником оперативной игры «Морава» югославской разведслужбы УДБА, которая искала некий золотой запас, спрятанный четниками генерала Дражи Михаиловича: в спецслужбе полагали, что золото якобы может достаться Поповым. Душко и его брат Владан встречались с начальником УДБА по Кралево Иво Шушняром (серб. Ivo Šušnjar) в Риме и Цюрихе, а УДБА вела с ними долгие переговоры о сотрудничестве и передаче золота в руки государства, даже предоставив аванс эквивалентом в 200 тысяч долларов США. Вскоре высокопоставленные сотрудники разведки Воин Лукич (серб. Vojin Lukić) и Чеча Стефанович (серб. Ćeća Stefanović) распорядились прекратить игру, поскольку ничего внятного о судьбе золота от братьев узнать не удалось.

### Автобиография
В 1972 году сэр Джон Сесил Мастермэн опубликовал книгу «Система двойного креста в войне 1939—1945» (англ. The Double Cross System in the War of 1939 to 1945), посвящённую работе британской разведки по вбросу немцам дезинформации о военных планах британцев. Именно после этой публикации Попов, который боялся без разрешения МИ6 что-либо рассказывать о своей работе, решился наконец-то изложить правду о своей деятельности. В 1974 году им была опубликована автобиография «Трицикл» на французском, выпущенная в США на английском под названием «Шпион / Контршпион» (англ. Spy / Counterspy): многие упомянутые моменты из этой книги нашли своё отражение в романах о Джеймсе Бонде британского писателя Яна Флеминга, в прошлом коммодора британской военно-морской разведки, с которым Попов встречался несколько раз. Мнения о мемуарах разделились: если Расселл Миллер отмечал в целом принципиальную точность излагаемых в книге событий, даже местами приукрашенных, то Гюнтер Александр Пайс называл мемуары Попова «странным скоплением легенд и полуправды», отмечая серию неточностей и утверждая, что биография Йебсена, приводимая Поповым, не соответствует действительности. Сама семья Попова ничего не знала о разведдеятельности Душко вплоть до выхода книги.
Выпуск этой книги безуспешно попыталась пресечь ФБР, поскольку в ней Душко крайне нелицеприятно отзывался об Эдгаре Гувере, который игнорировал предупреждения Попова о возможном нападении японцев на Перл-Харбор. Официальные представители ФБР вынуждены были уверять общественность в том, что Гувер никогда не встречался ни с кем из агентов британских спецслужб и что в архивах ФБР нет подобных записей о встречах; получить доступ к американским архивам Попов не мог, чтобы доказать свои слова. Однако стараниями британского офицера разведки по имени Джон Пеппер (англ. John Pepper), который познакомил Попова с Гувером, книга всё же вышла: Пеппер официально заявил о факте знакомства Попова и Гувера, а сотрудники ФБР отказались комментировать эти заявления. Публикация книги состоялась спустя некоторое время после смерти Гувера. Комментируя свой вызов в Сенат США для дачи показаний в связи с расследованием деятельности американских спецслужб, югослав назвал Гувера «одним из худших людей в мире» и заявил, что жалеть руководителя ФБР не будет.
Попов неоднократно с семьёй смотрел фильмы о Джеймсе Бонде, к которым относился с юмором: не отрицая возможность создания Бонда на основании личности Попова, Душко говорил, что если бы романный Бонд существовал в реальности со своими чертами характера, то не продержался бы и двух суток. Своим любимым персонажем бондианы Попов считал злодея по имени «Челюсти». По заявлению Слободана Н. Йовановича, номер 007 для агента Джеймса Бонда Ян Флеминг заимствовал также из биографии Душко Попова: Душко якобы рассказывал, что для решения некоторых вопросов он звонил своему дяде Миливою, проживавшему в Белграде в доме 46 по улице Милоша Великого, а номер дяди заканчивался цифрами 007. Подробные интервью у Попова касаемо его деятельности брали в своё время Джонни Карсон, Ларри Кинг и Мерв Гриффин.

## Смерть
Душко Попов скончался 10 августа 1981 года в возрасте 69-ти лет в местечке Опьо, во французском департаменте Приморские Альпы, где и был похоронен. Двумя годами ранее скончался его брат Иво, с которым Душко не раз виделся в Париже и Риме. Причиной смерти Душко стал рак позвоночника, вызванный последствиями курения и злоупотребления алкоголем.
После смерти Попова Великобритания начала рассекречивать документы о его деятельности, информация из которых совпадала почти со всем, что утверждал Попов в своих мемуарах: всего в архивах МИ5 насчитывалось 7700 документов, связанных с деятельностью Попова. В 2001 году ФБР последовала примеру и рассекретила около 2700 документов (по более точным данным, их было 2870) о деятельности Попова во Второй мировой войне: в течение более чем 50 лет на американских документах стоял гриф секретности.
В 2002 году документы личного дела Душко Попова были выставлены на всеобщее обозрение в Великобритании: среди них были письма и открытки Попова, на которых были выведены невидимыми чернилами конфиденциальные сведения. В рассекреченных документах МИ5 подлинные имя и фамилия Душко Попова при этом не упоминаются ни разу. Около двухсот документов, по словам Марко Попова, сына Душко, бесследно исчезли, поскольку их попросту прибрали к рукам журналисты, так и не вернув обратно.

## Семья
Члены «Кембриджской пятёрки» иронично утверждали, что Попов проходил в документах под псевдонимом «Трицикл» исключительно по причине его многочисленных любовных похождений и склонности к групповому сексу (особенно втроём). Душко нередко пользовался своим служебным положением, отправляя сообщения через секретаршу немецкого посольства Элизабет Зарбах, с которой тайно встречался. Попов также знал, что мужчины-агенты и женщины-агенты не должны вступать в интимные отношения друг с другом, однако и он, и его подчинённые нередко игнорировали это правило: так среди пассий Душко оказалась и его соратница по разведке Фридль Гертнер. Со своими девушками Попов обычно встречался в ресторане «Симаш» (порт. Cimas), в баре «Englishbar» и казино «Estoril». Официально Душко был женат дважды. Первой его супругой стала Жанин Дюкасс (фр. Janine Ducasse), на которой он женился в 1946 году и развёлся в 1961 году. Второй его супругой была шведка Джилл Джонссон (англ. Jill Jonsson), на которой Попов женился в 1962 году, венчавшись в Каннах по православному обычаю. С Джилл он прожил до конца своих дней. Ей он рассказал о своих любовных связях только после того, как Джилл нашла на чердаке дома Попова старые любовные письма.
В первом браке у Душко родился сын Дин (1949 — 2011), а во втором браке родились ещё трое сыновей — Марко (р. 1963), Борис (1967 — 2017) и Омар (р. 1969). Все трое с 1999 года работали в международной компании Polaris Capital Fund Ltd. (формально зарегистрирована на Багамских островах). Марко проработал в лондонском инвестиционном банке 10 лет, а позже занялся инвестициями в предприятия Черногории и Хорватии, открыв собственный фонд. Борис погиб в 2017 году в автокатастрофе. Марко говорил журналистам, что его самого пытались завербовать в разведку МИ5 для борьбы против СССР и стран коммунистического блока, но он отказался от этого предложения, поскольку и его отец отказался заниматься подобным делом.
Брат Душко Попова Иво был награждён королевской медалью «За отвагу в деле Свободы», однако в коммунистическую Югославию ему запретили возвращаться в связи с тем, что он официально был врачом короля Югославии, поэтому Иво уехал на Багамы, где и продолжил свою медицинскую деятельность (туда иногда приезжал и Душко). По некоторым данным, Иво, работая на британскую разведку под псевдонимом «Доктор», занимался переправкой югославских эмигрантов в Великобританию.

## Память

### Влияние на роман «Казино „Рояль“»
Образ Душко Попова (а именно его увлечения, страсти и привычки) стал одним из тех, которые были положены в основу образа главного героя серии романов Яна Флеминга — агента МИ6 Джеймса Бонда. Один эпизод из жизни Попова, произошедший в казино «Estoril», лёг в основу для сюжета романа «Казино „Рояль“». По воспоминаниям Флеминга, однажды ночью 1941 года в казино Попов сыграл против литовца, державшего банк, и на глазах у Флеминга проиграл колоссальную по тем временам сумму в 50 тысяч долларов США (около 1,5 млн долларов США по курсу 2012 года). Исходя из сообщений Флеминга, событие разворачивалось в канун 11 августа 1941 года. Ларри Лофтис утверждал, что адмирал Джон Годфри, начальник Управления военно-морской разведки разработал план «Мидас», в рамках которого планировалось сорвать ряд немецких разведывательных операций путём вынуждения сотрудников абвера растратить выделенные на эти операции деньги. Годфри при этом не предполагал, что Попов решился бы растратить «немецкие» деньги, проиграв их в казино.
Попов в своих мемуарах утверждал, что никакую сумму в казино не проигрывал, и приводил совсем другие обстоятельства эпизода с колоссальной ставкой. Со слов Попова, в тот вечер он спустился из своего номера гостиницы «Estoril Palacio» в холл, встретив Яна Флеминга на пути к бару, а затем направился в казино. Флеминг, который тогда был сотрудником британской военной разведки, неотступно следовал за Поповым, и тот прекрасно догадывался, по какой причине это делается. В тот вечер один литовец Блох, сидевший за столом для игры в баккара, играл в игру «bete noire» и постоянно блефовал. Попов не выдерживал его выходок, что отчасти было вызвано и присутствием следившего за югославом Флеминга. Когда произошёл очередной блеф, а Блох произнёс: «Банк открыт», Попов позвал крупье и демонстративно предложил ставку в 50 тысяч долларов, которых попросту не могло быть у игравшего литовца. Казино принимать такую ставку отказалось, после чего Попов наигранно обиделся, решив заодно и повеселить Флеминга: в притворном гневе он забрал свои деньги и потребовал, чтобы казино не позволяло больше литовцу так себя вести. Как стало известно, у Попова при себе была сумма в 80 тысяч долларов, которую ему выделил абвер на проведение шпионской операции в США под кодовым названием «Боливар», однако Попов говорил, что полученные им разведданные о деятельности немцев были во много раз ценнее любой суммы в долларах.

### Иное увековечивание
Попов упоминается  не менее чем в  тридцати шести книгах, посвящённых деятельности британской разведки во Второй мировой войне. Ему посвятили часовой документальный фильм «Истинный Бонд» (англ. True Bond) производства Starz Inc. и Cinenova, вышедший в июне 2007 года, а также документальные фильмы «Джеймс Бонд в реальной жизни: Душко Попов» (англ. The Real Life James Bond: Dusko Popov) и «Двойной агент Душко Попов: Вдохновение для Джеймса Бонда» (англ. Double Agent Dusko Popov: Inspiration for James Bond). Попов фигурирует также в биографиях Рассела Миллера «Позывной „Трицикл“» (англ. Codename Tricycle) 2004 года и Ларри Лофтиса «В пасти льва» (англ. Into the Lion's Mouth) 2016 года.
Имя Душко Попова носит улица в общине Палилула округа Белград. Также сохранился до наших дней дом на перекрёстке Французской улицы и улицы Доситеевой, где когда-то жила семья Поповых.